# Vanessa Borck
Vanessa Madeleine Monika „Nessi“ Borck (* 27. September 1996 auf Mallorca) ist eine deutsche Influencerin und Autorin, die unter dem Namen Nessiontour auf den Plattformen Instagram, Tiktok und Youtube aktiv ist. Sie wurde als Teil des Influencerpaars Coupleontour bekannt.

## Leben und Wirken
Vanessa Borck wurde auf der spanischen Baleareninsel Mallorca geboren. Nachdem sich ihre Eltern getrennt hatten, zog ihre Mutter mit ihr und ihrer jüngeren Schwester nach Brandenburg. Dort ging sie auf ein Privatgymnasium in Grünheide. Nach ihrem Schulabschluss machte sie einen Bachelor in Betriebswirtschaftslehre und einen Master in Wirtschaftspsychologie.
Bereits während ihrer Schulzeit lernte Borck ihre spätere Freundin Ina kennen. Nach anfänglich sporadischem Kontakt entstand nach einigen Jahren zuerst eine Freundschaft, später gingen die beiden eine Beziehung ein. Gemeinsam betrieben sie unter dem Namen „Coupleontour“ einen Instagram-Kanal und weitere Profile in den sozialen Netzwerken, auf denen sie gemeinsam hauptsächlich Inhalte über ihr Leben und ihre Beziehung teilten.
Im Juni 2021 heirateten Vanessa und Ina Borck. Das Paar bekam 2022 eine Tochter, die durch eine Samenspende entstand und von Vanessa ausgetragen wurde. Kurz vor der Geburt hatte Ina einen Schlaganfall, dessen Auswirkungen sie in der Folgezeit intensiv mit ihrer Community teilten. Von 2021 bis 2024 veröffentlichten sie zudem zwei Jugendsachbücher und einen Erlebnisbericht im Kölner Verlag Community Editions. Im September 2024 machte das Paar seine Trennung auf Instagram öffentlich. Seit der Trennung treten Vanessa und Ina jeweils unter eigenem Namen und eigener Onlinepräsenz in Social Media auf, Vanessa nutzt auf ihren Kanälen den Namen Nessiontour. Die ursprünglichen Kanäle von Coupleontour wurden stillgelegt.
Im März 2025 wurde Borck als die nächste Princess Charming bekanntgegeben. Die Staffel der queeren Datingshow mit ihr in der Hauptfunktion startete am 24. Juli 2025 bei RTL+.

## Buchveröffentlichungen (mit Ina)
- Love on Tour. Ein Buch übers Suchen, Finden und Festhalten. Community Editions, Köln 2021, ISBN 978-3-96096-161-1.
- Together on Tour. Eine regenbogenbunte Reise. Community Editions, Köln 2022, ISBN 978-3-96096-233-5.
- Hope on Tour. Nach dem Schlaganfall zurück ins Leben. Community Editions, Köln 2024, ISBN 978-3-96096-430-8.